# Receptor testicular
Los receptores testiculares son factores de transcripción intracelulares pertenecientes a la familia de los receptores nucleares. Se han descrito dos formas de este receptor, el receptor testicular 2 y el receptor testicular 4, cada uno de los cuales es codificado por dos genes separados e independientes, HGNC NR2C1  y HGNC NR2C2 , respectivamente.